# Ratpenat frugívor de visera
El ratpenat frugívor de visera (Sphaeronycteris toxophyllum) és una espècie de ratpenat que pertany al gènere monotípic Sphaeronycteris i viu a la zona tropical de Sud-amèrica. Tot i que té una sèrie de característiques úniques, es creu que està estretament relacionat amb el ratpenat frugívor centurió i el ratpenat de cara arrugada.

## Descripció
Aquests ratpenats tenen una longitud del cos que varia entre 5,2 i 6,3 centímetres. El seu pelatge marró grisenc esdevé més pàl·lid cap a les parts del davant del cos, gris o blanc marronós a les parts inferiors i amb taques blanques a cada espatlla i just sota les orelles. Tenen un cap arrodonit, amb un musell curt i sense pèl, una boca ample i uns ulls daurats grans. Les orelles són triangulars i tenen un trague estret. El seu tret més característic és la presència d'una "visera", la qual és única entre totes les altres espècies de ratpenat i de la qual rep el nom.
Aquesta visera consisteix en un plec en forma de ferradura per sobre i darrere de la protuberància en forma de fulla de les fosses nasals. A les femelles es tracta d'una estructura relativament més petita i situada sobre el centre de cada ull. En els mascles adults pot arribar a ser 4 cops més gran que en les femelles, i s'estreta cap a les cantonades exteriors dels ulls. Una altra característica poc comuna dels mascles és la presència d'un gran plec de pell al coll, que pot ser estirat sobre el rostre per cobrir-lo mentre l'animal dorm. En les femelles aquest plec és molt més petit i aparentment inútil.

## Distribució i hàbitat
Aquesta espècie està distribuïda arreu de Veneçuela, a l'est de Colòmbia, i per tota la zona oriental de la conca amazònica i àrees veïnes, inclòs l'est de l'Equador i el Perú, l'oest del Brasil i el nord e Bolívia. Viu en diversos entorns de bosc des de les selves tropicals fins a les selves nebuloses, entre el nivell del mar i els 3.000 metres, al llarg de la cara oriental dels Andes. Malgrat que el seu hàbitat natural sembla el bosc dens, han estat capturats a pastures i àrees urbanes.

## Comportament
Hi ha poca informació sobre el comportament d'aquest ratpenats, ja que semblen ser rars i només s'han capturat uns pocs espècimens. Malgrat això, se sap que són animals nocturns, que viuen en solitari o en parelles. Alguns han estat trobats en cavitats subterrànies, s'alimenten exclusivament de fruits i s'aparellen dos cops l'any, a principis i finals de l'estació de les pluges.